# Kościół Świętych Apostołów Piotra i Pawła w Srebrnej Górze
Kościół Świętych Apostołów Piotra i Pawła – rzymskokatolicki kościół parafialny należący do dekanatu Ząbkowice Śląskie-Południe diecezji świdnickiej.
Pierwotnie była to świątynia drewniana, wybudowana w 1709 roku, obecnie jest to budowla murowana wzniesiona w latach 1729–1731. Po pożarze w 1807 roku, została w latach 1808–1818 przebudowana, a następnie odremontowana w latach 1963 i 1975. Jest to skromny orientowany kościół barokowy, składający się z jednej nawy i posiadający słabo oddzielone prezbiterium, nakryty dachem dwuspadowym. Na osi budowli jest umieszczona przysadzista wieża nakryta kopulastym dachem hełmowym. Z boku znajdują się dwie kaplice. Wewnątrz świątynia charakteryzuje się stosunkowo bogatym wystrojem i wyposażeniem w stylach: późnobarokowym i klasycystycznym. Kościół posiada ołtarz z 1808 roku, ambonę i chrzcielnicę oraz drewniany prospekt organowy. Nawa nakryta jest sklepieniem żaglastym, natomiast pozostałe części świątyni – sklepieniem kolebkowo-żebrowym. Od 1850 roku jest to kościół parafialny, wcześniej świątynia pełniła funkcję kościoła filialnego.

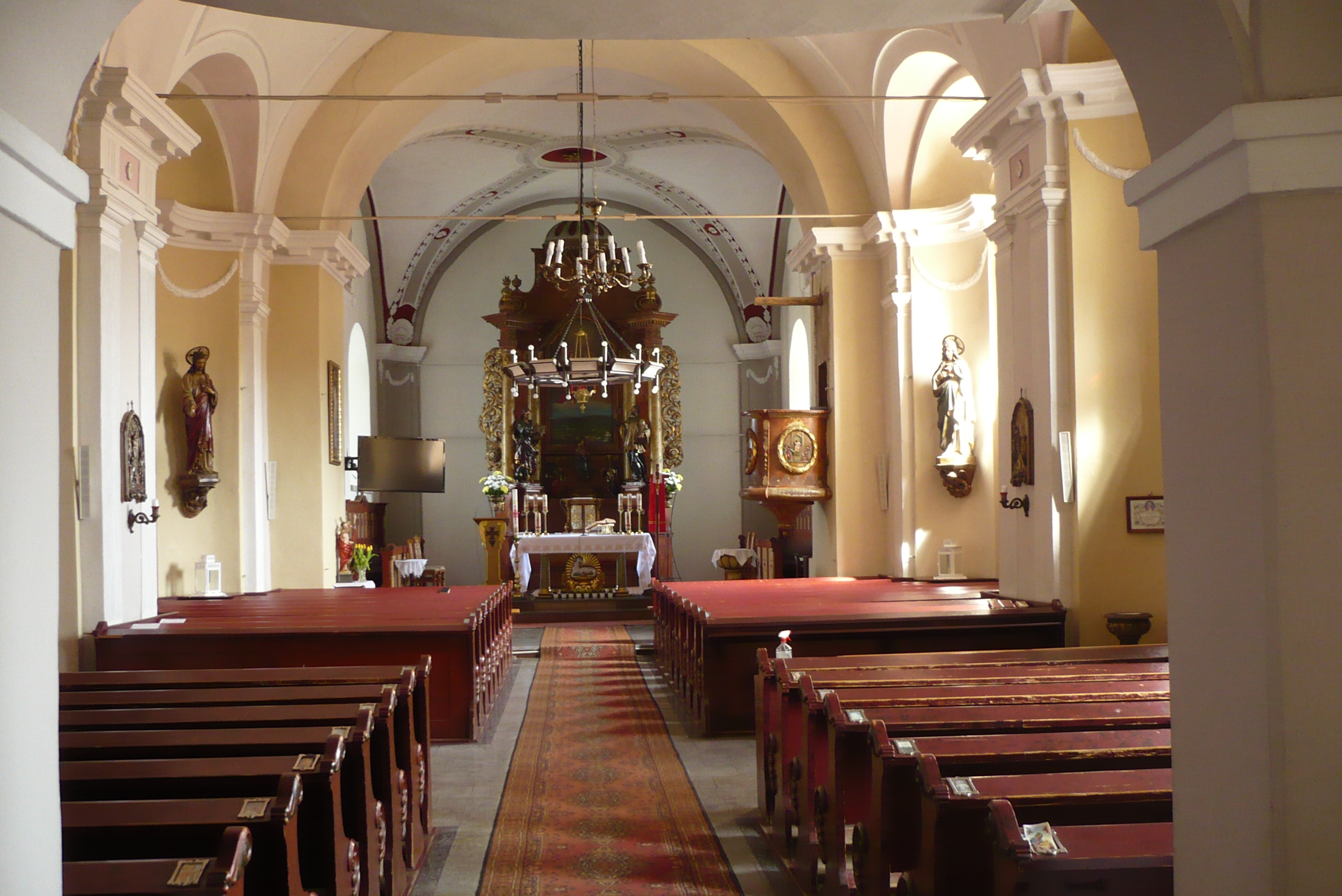
Wnętrze i ołtarz
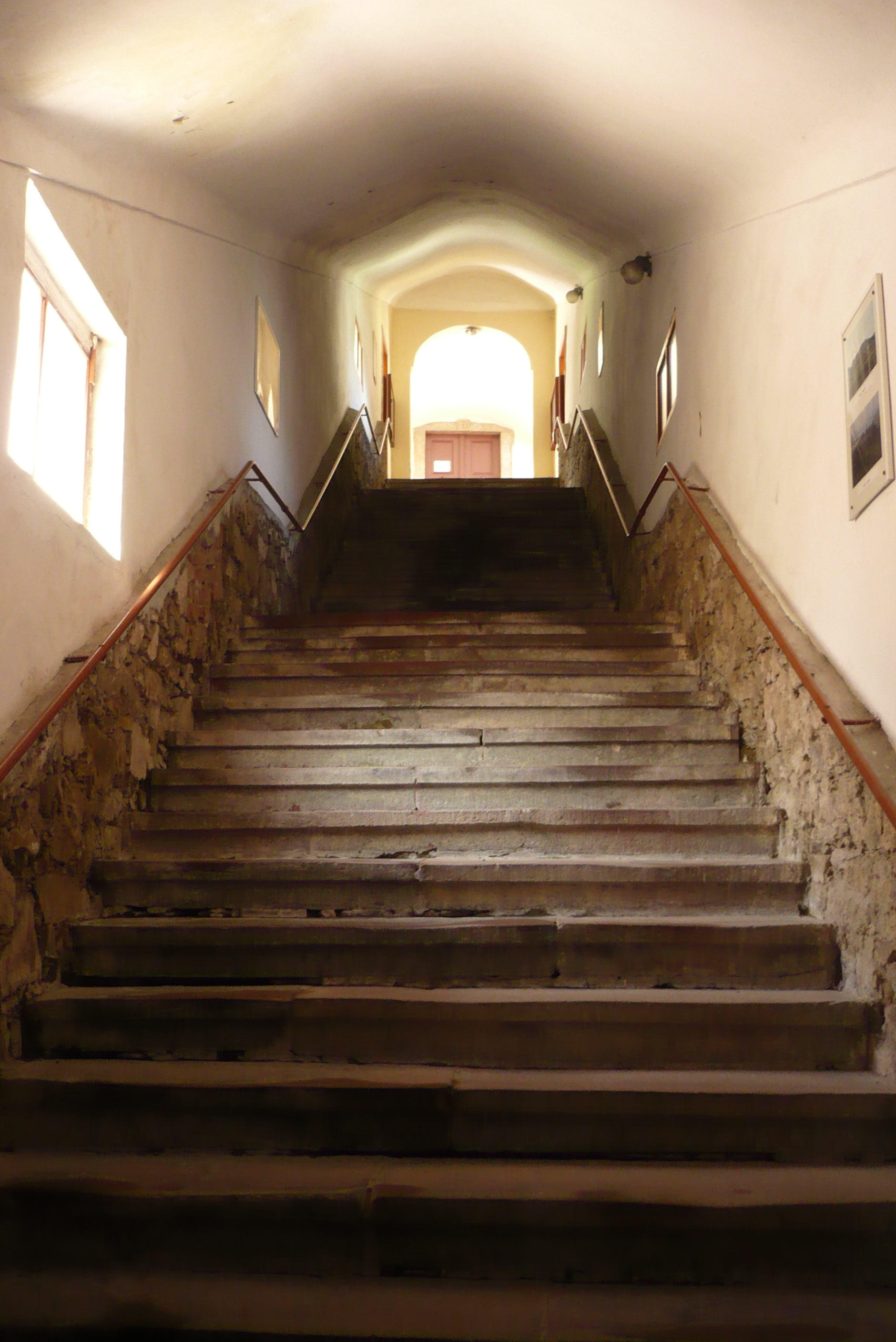
Schody z ul. Letniej
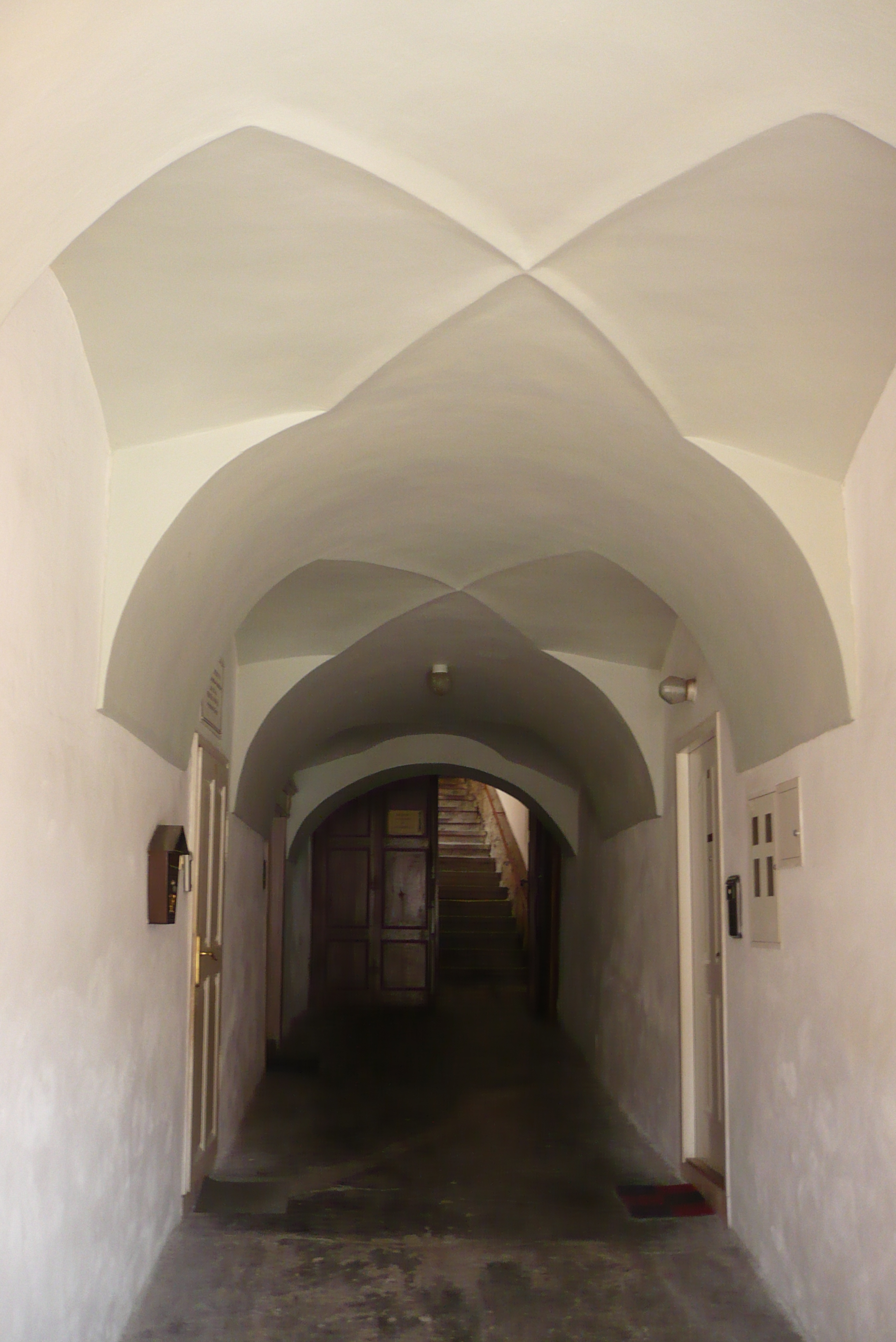
Sień od ul. Letniej
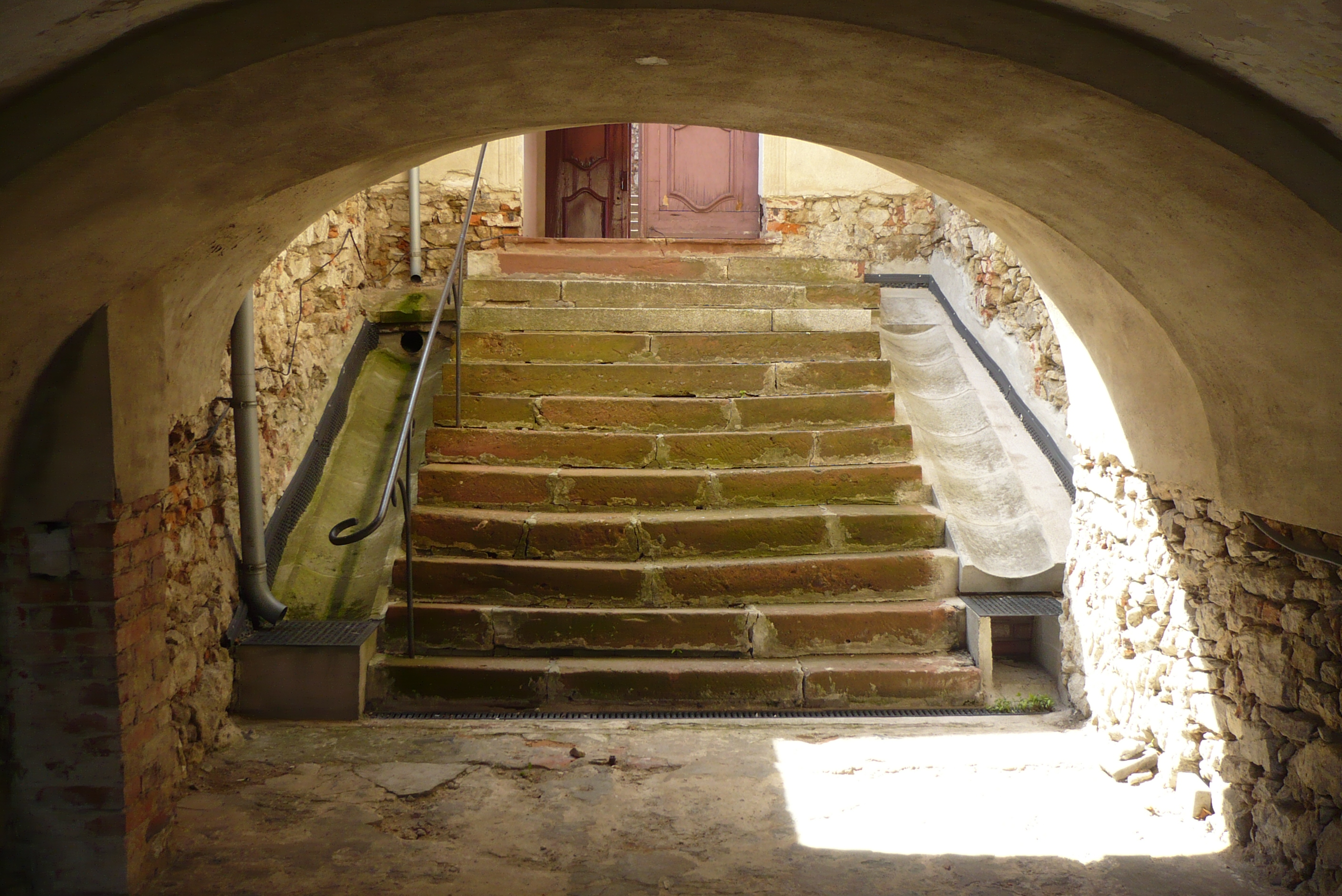